# Willi Laatsch
Willi Laatsch (auch Willy Laatsch; * 18. Oktober 1905 in Vorwerk bei Demmin; † 12. Mai 1997 in München) war ein deutscher Bodenkundler und Forstwissenschaftler. Er galt als eine der großen Pioniergestalten der wissenschaftlichen Bodenkunde und der Standortforschung.  

## Leben
Laatsch wurde als Sohn eines Brennereiverwalters in Vorwerk, dem heutigen Ortsteil von Demmin, geboren. In Demmin besuchte er auch die Volksschule und setzte seine Ausbildung dann an der Präparandenanstalt und dem Lehrerseminar Franzburg fort. 1926 legte er die Volksschullehrerprüfung ab und war anschließend bis 1929 Lehrer an einer Privatschule. Im Wintersemester 1927/28 begann er ein Studium der Geographie, Germanistik und Anglistik und studierte im Sommersemester 1928 Naturwissenschaften – vor allem Geologie – an der Universität Greifswald. 1929 legte er zunächst die Reifeprüfung am Provinzialschulkolleg Breslau ab, um dann bis 1934 sein Studium der Geologie und Chemie an der Universität Halle (Saale) fortzusetzen. Dort wurde er 1934 mit der Untersuchung Die Bodentypen um Halle (Saale) und ihre postdiluviale Entwicklung zum Dr. sc. nat. promoviert. 
Zum 1. Mai 1933 trat Laatsch der NSDAP (Mitgliedsnummer 1.881.106), 1936 dem Nationalsozialistischen Deutschen Dozentenbund (NSDDB) bei.
In den Jahren 1935/36 arbeitete Laatsch als wissenschaftlicher Angestellter am Institut für Bodenkunde der Preußischen Geologischen Landesanstalt für die Bodenkartierung im Saarland. Ein Stipendium der Deutschen Forschungsgemeinschaft ermöglichte es ihm, von 1936 bis 1938 am Geologischen Institut der Universität Halle zu forschen und sich dort 1937 mit der Schrift Entwicklungstendenzen und System der deutschen Acker- und Waldböden zu habilitieren. Damit etablierte er an der Universität Halle gleichzeitig das Fach „Bodenkunde“, für das er eine eigene Abteilung aufbaute, die er bis 1945 leitete. Zudem war er 1938 zum Dozenten für Bodenkunde ernannt worden, sodass er das Fach auch in der Lehre vertrat. 
Im Zweiten Weltkrieg leistete Laatsch, 1941 eingezogen, zunächst Kriegsdienst als Marineartillerist, war aber alsbald für Baugrunduntersuchungen abkommandiert. Bereits Anfang 1942 wurde er unabkömmlich (uk) gestellt und mit Forschungen zur besseren Ausnutzung von Phosphordüngemitteln und zur Hebung der Bodenkultur in den besetzten Ostgebieten beauftragt. So analysierte er in dieser Zeit unter anderem die Böden Weißrusslands. 1944 erhielt er das Kriegsverdienstkreuz. Mit dem Abderhalden-Transport im Juni 1945 von den Westmächten in den Westen deportiert, wurde er schließlich in Abwesenheit von der Universität Halle entlassen. 
Von 1946 bis 1954 leitete Laatsch das Laboratorium für Erdbereitung in Hamburg, das sich vornehmlich mit der Kompostierung von Siedlungsabfällen beschäftigte. Parallel dazu folgte er 1948 dem Ruf als Ordinarius für Bodenkunde an die Universität Kiel, wo er auch Direktor des Instituts für Pflanzenernährung und Bodenkunde war. 1954 nahm er einen Ruf als Leiter des Instituts für Bodenkunde und Standortslehre der Forstlichen Forschungsanstalt München und Inhaber des Lehrstuhls für Bodenkunde der Forstwissenschaftlichen Fakultät der Ludwig-Maximilians-Universität an. 1971 wurde Laatsch emeritiert.
Für sein wissenschaftliches Lebenswerk erhielt Laatsch zahlreiche Auszeichnungen. Er war seit 1965 Mitglied der Leopoldina, Ehrenmitglied des spanischen Consejo Superior de Investigaciones Cientificas sowie Ehrenmitglied der Deutschen Bodenkundlichen Gesellschaft. Die Forstliche Fakultät der Georg-August-Universität Göttingen verlieh ihm die Ehrendoktorwürde eines Dr. forest. h. c., und das Land Bayern zeichnete ihn mit dem Bayerischen Verdienstorden aus.

## Leistungen
Laatsch erwies sich in seiner wissenschaftlichen Betätigung als sehr vielseitiger Forscher. In seiner Zeit in Halle beschäftigte er sich vorrangig mit der Bodengenese und Bodenklassifikation, dem Bodenwasserhaushalt, der Tonmineralbildung und der  Phosphatbindung. Sein Lehrbuch Dynamik der mitteleuropäischen Mineralböden (1938), das bis 1957 vier Auflagen erlebte, wurde zu einem Grundlagenwerk der Bodenkunde. In Hamburg und Kiel untersuchte er Huminstoffe und deren Bedeutung für die Bodenfruchtbarkeit sowie der Spurenelementernährung landwirtschaftlicher Kulturpflanzen. In München forschte Laatsch über den Stickstoff- und Phosphorhaushalt von Waldböden, widmete sich Fragen der Forstdüngung und den mannigfachen Beziehungen zwischen Standort, Ernährungszustand und Wuchsleistungen von Waldbeständen. Im Zuge dieser Forschungen baute er an seinem Institut die Waldernährungslehre zur eigenen Disziplin aus.
Laatsch galt als erfolgreicher akademischer Lehrer. Acht seiner Schüler wurden später ebenfalls Professoren. 
Nach seiner Emeritierung arbeitete er noch an Forschungen zur Hanglabilitätskartierung und zur Erosion im Alpenraum.

## Schriften
- Die Bodentypen um Halle (Saale) und ihre postdiluviale Entwicklung, Dissertation, Halle 1934 (veröffentlicht in: Jahrbuch des Halleschen Verbandes für die Erforschung der mitteldeutschen Bodenschätze und ihrer Verwertung, Neue Folgen, Band 13, Dessau 1934)
- Entwicklungstendenzen und System der deutschen Acker- und Waldböden, Habilitationsschrift, Halle/Dresden und Leipzig 1937 (aus: Kolloidzeitschrift, Beihefte 5–8 1937)
- Dynamik der deutschen Acker- und Waldböden, 2. Auflage, Dresden und Leipzig 1938 (ab der 3. Auflage unter dem Titel Dynamik der mitteleuropäischen Mineralböden; 4. Auflage, Dresden und Leipzig 1957)
- Untersuchungen über die Bildung und Anreicherung von Humusstoffen, aus: Berichte über Landtechnik, Heft 4: Bodenbearbeitung als Kernproblem der Bodenfruchtbarkeit,  Wolfratshausen 1948
- Bodenfruchtbarkeit und Nadelholzanbau, München, Basel und Wien 1963
- zusammen mit Walter Grottenthaler: Labilität und Sanierung der Hänge in der Alpenregion des Landkreises Miesbach. Mit einer Karte der Hanglabilitätsformen und -stufen im Maßstab 1:25000, München 1973
- zusammen mit Bernhard Zenke und Johann Dankerl: Verfahren zur Reichweiten- und Stoßdruck-Berechnung von Fließlawinen, Forstliche Forschungsberichte München Nr. 47, München 1981